# Agrilus xantholomus
Agrilus xantholomus é uma espécie de inseto do género Agrilus, família Buprestidae, ordem Coleoptera.
Foi descrita cientificamente por Dalman, 1823.